# Berlandiella insignis
Berlandiella insignis là một loài nhện trong họ Philodromidae.
Loài này thuộc chi Berlandiella. Berlandiella insignis được Cândido Firmino de Mello-Leitão miêu tả năm 1929.